# ایوان یوماشف
ایوان یوماشف (Иван Степанович Юмашев؛ ۹ اکتبر ۱۸۹۵ – ۲ سپتامبر ۱۹۷۲) دریابد اهل اتحاد جماهیر شوروی بود. او بین سال‌های ۱۹۴۷ تا ۱۹۵۱ فرماندهی کل نیروی دریایی شوروی را برعهده داشت.
وی همچنین برندهٔ جوایزی همچون قهرمان اتحاد شوروی، نشان لنین، و نشان پرچم سرخ شده‌است.